# Бингли (Йоркшир)
Бингли (англ. Bingley) — город в английском графстве Уэст-Йоркшир, расположен на реке Эр, правом притоке Уза, и Лидс-Ливерпульском канале, в 8 км к северо-западу от Брадфорда.
Поселение, вероятно, было основано саксами приблизительно в X веке. По состоянию на 1379 год в нём насчитывалось 130 домов, по состоянию на 1592 год — только 20. Город начал расти во второй половине XVIII века, когда во время Промышленной революции в нём было построено несколько фабрик по переработке шерсти; практически вся шерстяная промышленность в городе к настоящему моменту ликвидирована, с 1995 года не функционирует также кожевенное производство. В 1898 году был образован городской округ Бингли.
Население по состоянию на 2001 год составляло 19 884 человека. Климат морской. В городе расположен железнодорожный вокзал, каждый год проводится музыкальный фестиваль.